# L'male et Hekhalal
L'male et Hekhalal é um filme de drama israelita de 2012 dirigido e escrito por Rama Burshtein. Foi selecionado como representante de Israel à edição do Oscar 2013, organizada pela Academia de Artes e Ciências Cinematográficas.

## Elenco
- Hadas Yaron - Shira Mendelman
- Chaim Sharir - Aharon Mendelman
- Ido Samuel - Yossi Mendelman
- Irit Sheleg - Rivka Mendelman
- Yiftach Klein - Yochay Goldberg
- Hila Feldman - Freida